# Ocell del paradís de Meyer
L'ocell del paradís de Meyer (Epimachus meyeri) és un ocell de la família dels paradiseids (Paradiseidae).

## Hàbitat i distribució
Habita els boscos de les muntanyes del centre i est de Nova Guinea i districtes sud-orientals.